# ダイダラボッチ (ユニット)
ダイダラボッチは、日本のヒップホップユニット。1997年結成。ユニット名は日本の伝承にある巨人、ダイダラボッチに由来する。

## 概要
浪士を中心に、1997年に結成。1999年にはヴォーカルの玲瓏とキリコが脱退したが、2001年にはキングレコードからメジャーデビュー。
アルバムリリース後しばらく活動が停滞していたが、インディーズレーベルに移籍し、コンピレーションアルバムへの参加、アナログEPのリリースなどを行っている。
また2009年には、メンバーの浪士が個人名義でアルバムをリリースした。
作品においては、横文字、英語、和製英語は用いず、完全に日本語だけのラップスタイルが特徴。

## 作品

### マキシシングル
- 日本チャチャチャ/少年狂奏曲(2001年、キングレコード)

### アルバム
- アカサタナノ刀(2001年、キングレコード)
- 遺言(2009年、Queendom Records) - 浪士名義。

### EP
- 落陽/乱/カワクダリ(2006年、術ノ穴)

### 参加作品
- B-FRESH『B-FRESH』（1998年、浪士のみ）
- fragment『walk in the soul』（2005年、M9「ちぇすと! feat. ダイダラボッチ」）
- 玲瓏『12・queen』（2005年、M5「Mic Marason (Watch Me!)、M9「晴れ時々...」に浪士が浪士・某名義で参加、M12「one love」に剣がケンタロウ名義で参加、M1、M3、M5、M6、M8、M9、M12のトラックをマサオが担当）
- Bioooo『Bioooorhythm』（2010年、M1「TBW feat. (ダイダラボッチ)」）
- Bioooo『Bioooologic』（2012年、M2「HAG (feat. Daidara Bocchi)」、M7「TBW 2012remix (feat. Daidara Bocchi)」）
- Bioooo『Bioooonics』（2013年、M2「0 (feat. Daidara Bocchi)」）